# NGC 2256
NGC 2256 je galaksija u zviježđu Žirafi.

## Vanjske poveznice
- SEDS: NGC 2256